# Navje
Navje es el nombre que recibe la parte rediseñada del antiguo Cementerio de San Cristóbal (en esloveno: Pokopališče pri sv Krištofu), se trata de un parque conmemorativo en Liubliana, capital de Eslovenia. Se encuentra ubicado en el distrito Bežigrad, justo detrás de la estación de tren de Liubliana.
El Cementerio de San Cristóbal fue bendecido en mayo de 1779 por Johann Karl von Herberstein, el Obispo de Liubliana, y estaba situado en lo que hoy es una zona de exposición y centro de convenciones. Entre el siglo XVIII y principios del siglo XX, fue el cementerio municipal central.
En 1906, un nuevo cementerio se estableció junto a la iglesia de Santa Cruz y la mayoría de las tumbas fueron trasladados paulatinamente allí. Desde 1926, el cementerio de San Cristóbal fue abandonado.
En la década de 1930, una pequeña parte del antiguo cementerio, incluyendo las arcadas que se construyeron alrededor de 1865,  se transformaron en un "panteón" de los eslovenos famosos. El parque monumento fue diseñado por los arquitectos Jože Plečnik y Ivo Spinčič en colaboración con el jardinero Anton Lah.
Entre 1936 y 1940 varias tumbas y lápidas de personajes notables fueron trasladadas al parque, pero a causa de la invasión del Eje a Yugoslavia en abril de 1941, el proyecto nunca se terminó. Muchas de las tumbas previstas para ser trasladadas a Navje, no fueron traídas, mientras otras que no eran consideradas tan relevantes, previstas para ser trasladadas a Zale, han permanecido en el parque.

## Personajes célebres enterrados en Navje
- Anton Tomaž Linhart (1756–1795), historiador
- Valentin Vodnik (1758–1819), poeta y editor
- Jernej Kopitar (1780–1844), filólogo
- Josef Ressel (1793–1857), ingeniero e inventor
- Gašpar Mašek (1794–1873), compositor
- Josef Blasnik (1800–1872), editor
- Matija Čop (1797–1835), filólogo
- Janez Bleiweis (1808–1881), político
- Emil Korytko (1813–1839), etnólogo y activista político
- Luka Jeran (1818–1898), sacerdote y misionero
- Jurij Flajšman (1818–1874), compositor
- Karel Dežman (1821–1889), historiador y político
- Anton Nedvěd (1829–1896), compositor
- Fran Levstik (1831–1887), escritor y político
- Josip Stritar (1836–1923), poeta y crítico literario
- Josip Jurčič (1844–1881), novelista y editor
- Simon Rutar (1851–1903), historiador
- Fran Maselj Podlimbarski (1851–1917), militar
- Anton Aškerc (1856–1912), poeta
- Edo Šlajmer (1864–1935), físico
- Ivan Grohar (1867–1911), pintor
- Anton Korošec (1872–1940), político
- Franc Kulovec (1884–1941), sacerdote, periodista y político